# Hyalobathra minialis
Hyalobathra minialis là một loài bướm đêm trong họ Crambidae.